# Paraperla
Paraperla is een geslacht van steenvliegen uit de familie groene steenvliegen (Chloroperlidae). De wetenschappelijke naam van het geslacht is voor het eerst geldig gepubliceerd in 1906 door Banks.

## Soorten
Paraperla omvat de volgende soorten:
- Paraperla frontalis (Banks, 1902)
- Paraperla lepnevae Zhiltzova, 1970
- Paraperla wilsoni Ricker, 1965